# Live Bites
Live Bites és el 14è àlbum d'estudi del grup de Heavy Metal alemany Scorpions, publicat el 1995.
Va ser gravat a Leningrad (Rússia), San Francisco (EUA), Ciutat de Mèxic (Mèxic), Berlín (Alemanya) i Múnic (Alemanya).

## Llista de cançons
1. "Tease Me Please Me"
2. "Is There Anybody There?"
3. "Rhythm of Love"
4. "In Trance"
5. "No Pain No Gain"
6. "When the Smoke Is Going Down"
7. "Living for Tomorrow"
8. "Ave Maria No Morro" (no està disponible en la versió americana)
9. "Concerto in V"
10. "Alien Nation"
11. "Crazy World"
12. "Wind of Change"
13. "Hit Between The Eyes" (no està disponible en la versió americana)
14. "Edge of Time" (només està disponible en la versió americana)
15. "Heroes Don't Cry" (nova cançó d'estudi)
16. "White Dove" (nova cançó d'estudi; amb la cançó d'Omega "Gyongyhaju lany")

## Formació
- Klaus Meine: Cantant
- Rudolf Schenker: Guitarra
- Matthias Jabs: Guitarra
- Herman Rarebell: bateria
- Ralph Rieckermann: Baix
- Francis Buchholz (baix a la cançó 8)